# L.A. Record
L.A. Record é uma revista norte-americana especializada em músicas fundada em 2005. Publicada inicialmente em formato semanal, a revista aborda músicos locais de Los Angeles. Em 2009, o Los Angeles Times elogiou a revista, recomendando-a para seus leitores.

## História
A revista foi fundada em 2005 pelo editor Charlie Rose e o escritor Chris Ziegler. Publicada inicialmente em formato semanal, ela oferecia um pôster dobrável com artistas locais, que recriavam capas famosas de álbuns; mais tarde, começou a fazer publicações mensais e a trabalhar com funcionários Freelancers. Cinco anos depois, a revista tinha quatro volumes publicados; em 2015, esse número havia aumentado para sete. Em agosto de 2008, a revista publicou o que pode ter sido a última entrevista conhecida de Isaac Hayes.
A L.A. Record também lançou mais de quarenta discos de vinil, o primeiro do escritor da própria revista, Devon Williams, no verão de 2007.

## Repercussão
Uma das primeiras repercussão ocorreu em 2007, quando o fundador da Arthur, Jay Babcock, alegou que lia a revista. Em 2009, a L.A. Record foi recomendada pelo Los Angeles Times, que descreveu-a como: "uma relevante e nova revista impressa de pequeno porte sobre a obscura música local!" No ano seguinte, a contribuinte do HuffPost, Nikki Darling, escreveu sobre a revista, diferenciando-a dos pares por causa do alto número de encerramentos na época. Para Darling, o segredo do sucesso da publicação era o "seu próprio jeito de fazer as coisas" e completou que a revista "caminha pelas beiradas, cuidadosa para assistir o erro de outras publicações."